# Križman
Križman je priimek več znanih Slovencev:
- Alojz Križman (*1940), metalurg, univ. profesor, rektor in politik
- Andrej Križman (1898—1993), rimskokatoliški duhovnik in politik, emigrant (Ekvador)
- Bruno Križman, potopisec, publicist, pisatelj v zamejstvu
- Dušan Križman (*1947), učitelj/prof. in kulturni delavec
- Franc Ksaver Križman (1726—1795), izdelovalec orgel
- Gabrijel Križman, etno-glasbenik ("Vruja")
- Ignac Križman (1865—1942), učitelj in gospodarsko politični delavec
- Igor Križman (*1935), zdravnik gastroenterolog, direktor UKC Ljubljana 1987-91
- Irena Križman (*1951), statističarka, direktorica ZSRS
- Josip Križman (1880—1966), rimskokatoliški duhovnik in glasbenik
- Jožef Križman, cerkveni prelat (18. stoletje; ravnatelj bogoslovnega semenišča v Gorici 1761-71)
- Jožef Križman (1847—1896), pisatelj, slovničar, leksikograf in prevajalec
- Katja Križman, biotehnološka podjetnica
- Lučka Križman (1952—2020), badmintonistka
- Manka Kremenšek Križman (*1964), novinarka, prevajalka, pisateljica
- Marijan Križman (*1953), politik, predsednik ZZBVNOB
- Marjana Križman, pevka
- Matjaž Križman (*1975), arhitekt
- Milko Križman (*1942), fizik (radioaktivno sevanje)
- Mirjana Križman (*1958), novinarka, ured.
- Mirko Križman (1932—2014), jezikoslovec germanist, pesnik, prevajalec, univ. profesor (Maribor)
- Mitja Križman, kemik
- Nazarij Križman (1890—1952), učitelj in glasbenik
- Silva Križman, urednica Primorskih novic
- Tijuana Križman Hudernik (*1983), baletna plesalka
- Urša Križman, arhitektka, oblikovalka